# American Le Mans Series

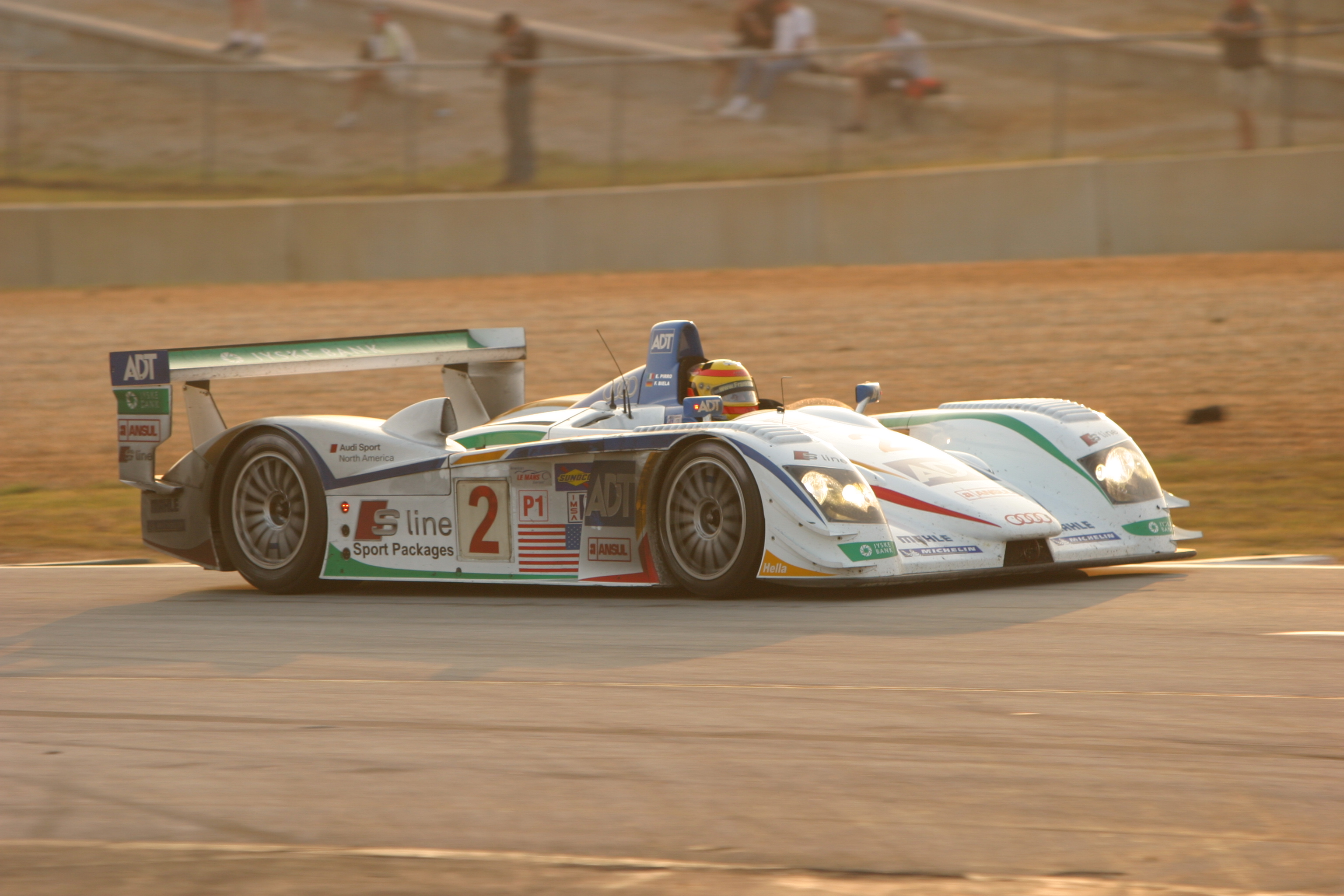
L'Audi de l'équipage Biela-Pirro, champion en LMP1 en 2005.

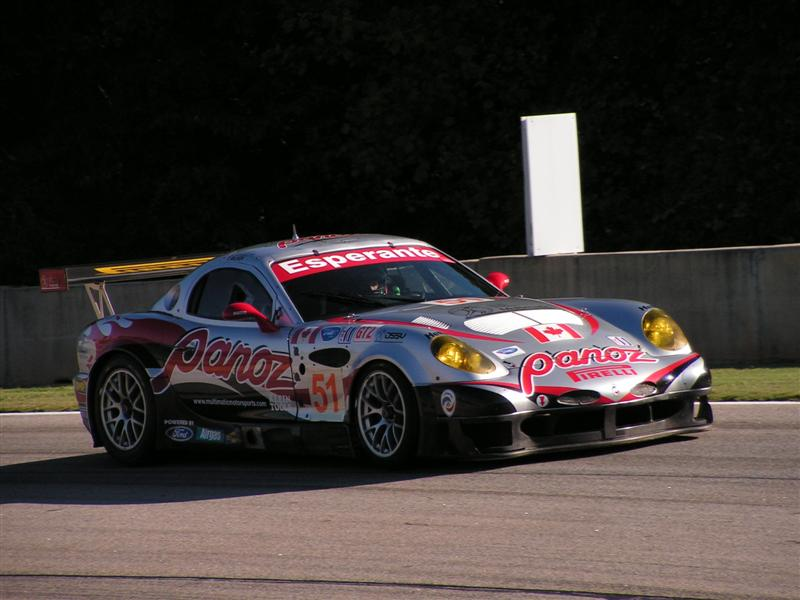
La Panoz Esperante de l'équipage Jeannette-Milner-Lally, 17e du Petit Le Mans en 2006.

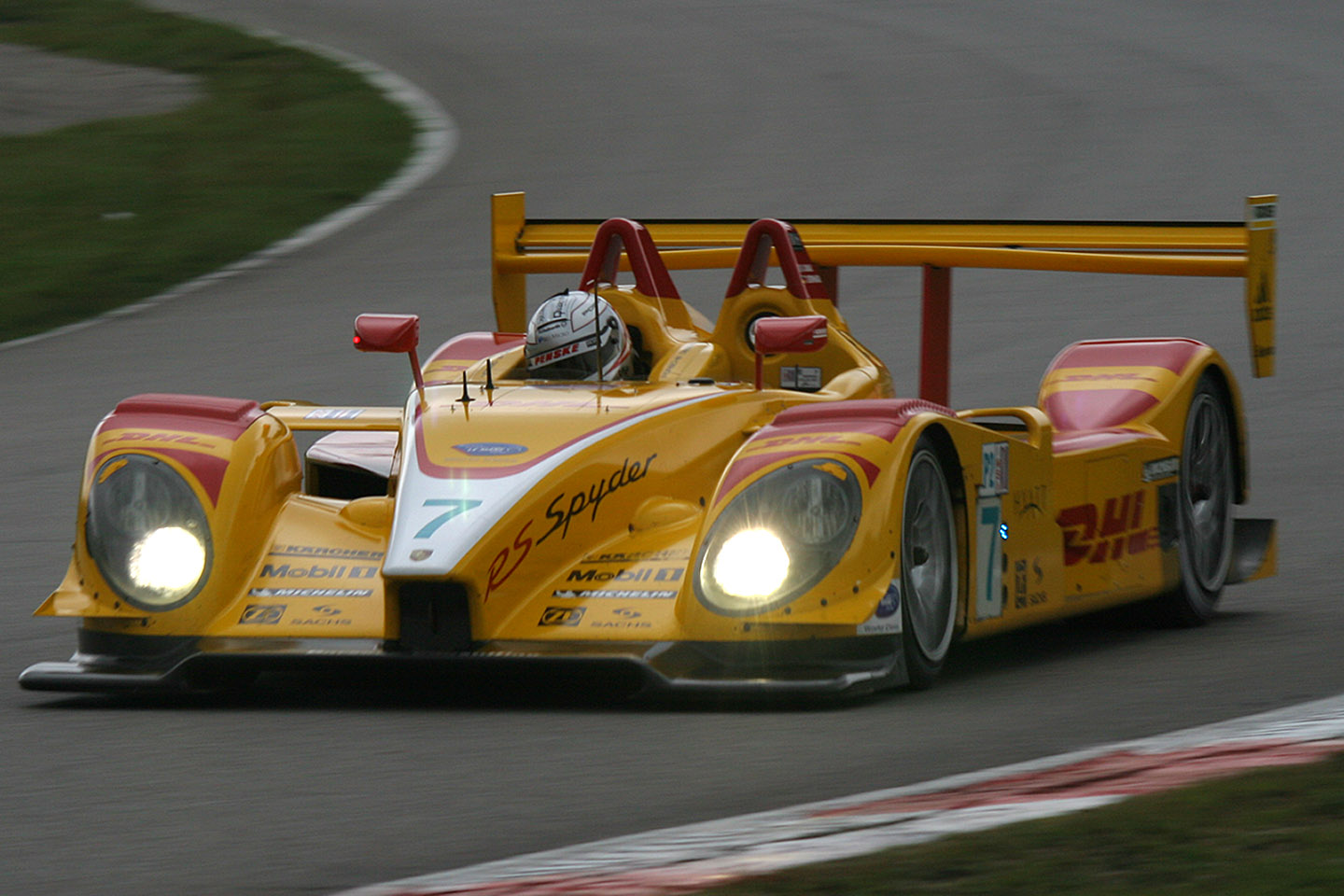
La Porsche de l'équipage Bernhard-Dumas, champion en LMP2 en 2007.

Pour les articles homonymes, voir ALMS.
L'American Le Mans Series ou ALMS est un championnat automobile nord-américain d'endurance créé en 1999 par l'industriel Don Panoz et organisé par l'International Motor Sports Association (IMSA). Il succède au Championnat IMSA GT, et est remplacé par l'United SportsCar Championship à partir de 2014.

## Historique
En vertu d'un partenariat avec l'Automobile Club de l'Ouest, l'ALMS reprend, à quelques variantes près, la règlementation technique des 24 Heures du Mans et voit donc s'opposer quatre catégories de voitures : deux catégories de voitures Grand Tourisme (les LMGT1 et les LMGT2) et deux catégories de voitures de type prototype (les LMP1 et les LMP2), chaque catégorie donnant lieu à un classement distinct. Avant de débuter en 1999, le championnat fut précédé par une course expérimentale, le Petit Le Mans 1998.
Depuis 2000, la catégorie LMP1 qui réunit les voitures les plus performantes est dominée par les Audi R8 puis les Audi R10 TDI qui ont également accumulé les victoires dans les deux épreuves les plus prestigieuses du championnat que sont le Petit Le Mans (disputée sur le tracé de Road Atlanta en Géorgie) et les 12 Heures de Sebring en Floride.
L'ALMS doit faire face à la concurrence du Grand-Am, un autre championnat d'endurance nord-américain mais à la philosophie différente car opposant des voitures moins sophistiquées et donc moins coûteuses. Compte tenu du succès de l'ALMS, l'ACO a créé en 2004 en Europe un championnat similaire, Le Mans Endurance Series, rebaptisé Le Mans Series, puis European Le Mans Series.
Le 5 septembre 2012, les séries American Le Mans Series et Grand-Am Road Racing annoncent officiellement le rapprochement historique des deux grands championnats d'endurance américains, ALMS et Rolex Sports Car Series, pour la création d'un championnat unique en 2014. International Motor Sports Association (IMSA) qui gère le championnat ALMS est racheté par Grand-Am et rentre ainsi dans le giron de la NASCAR Holdings LLC.

## Catégories
Les voitures qui participent à cette épreuve sont réparties en plusieurs catégories :
Prototypes
- LMP regroupant à partir de 2010 les LMP1 (anciennement LMP900) et LMP2 (anciennement LMP675)
- LMPC (Formule Le Mans)

Grand Tourisme
- GT (anciennement GT2, renommée après la suppression de la catégorie GT1)
- GTC (catégorie GT3)

Les abréviations « LM » et « LMP » signifient « Le Mans » et « Le Mans Prototype ».

## Palmarès
|      |           | LMP                          | LMP                             |                                            | GTS                            | GT                                |
| ---- | --------- | ---------------------------- | ------------------------------- | ------------------------------------------ | ------------------------------ | --------------------------------- |
| 1999 | Équipe    | Panoz Motorsports            | Panoz Motorsports               |                                            | Viper Team Oreca               | PTG                               |
| 1999 | Pilote(s) | Elliott Forbes-Robinson      | Elliott Forbes-Robinson         |                                            | Olivier Beretta                | Cort Wagner                       |
| 2000 | Équipe    | Audi Sport Team Joest        | Audi Sport Team Joest           |                                            | Viper Team Oreca               | Dick Barbour Racing               |
| 2000 | Pilote(s) | Allan McNish                 | Allan McNish                    |                                            | Olivier Beretta                | Dirk Müller                       |
|      |           | LMP900                       | LMP675                          |                                            | GTS                            | GT                                |
| 2001 | Équipe    | Audi Sport Team Joest        | Dick Barbour Racing             |                                            | Corvette Racing                | BMW Motorsport                    |
| 2001 | Pilote(s) | Emanuele Pirro               | Didier de Radiguès              |                                            | Terry Borcheller               | Jörg Müller                       |
| 2002 | Équipe    | Audi Sport Team Joest        | KnightHawk Racing               |                                            | Corvette Racing                | Alex Job Racing                   |
| 2002 | Pilote(s) | Tom Kristensen               | Jon Field                       |                                            | Ron Fellows                    | Lucas Luhr Sascha Maassen         |
| 2003 | Équipe    | Infineon Team Joest          | Dyson Racing                    |                                            | Corvette Racing                | Alex Job Racing                   |
| 2003 | Pilote(s) | Frank Biela Marco Werner     | Chris Dyson                     |                                            | Ron Fellows Johnny O'Connell   | Lucas Luhr Sascha Maassen         |
|      |           | LMP1                         | LMP2                            |                                            | GTS                            | GT                                |
| 2004 | Équipe    | ADT Champion Racing          | Miracle Motorsports             |                                            | Corvette Racing                | Alex Job Racing                   |
| 2004 | Pilote(s) | Marco Werner JJ Lehto        | Ian James                       |                                            | Ron Fellows Johnny O'Connell   | Timo Bernhard                     |
|      |           | LMP1                         | LMP2                            |                                            | GT1                            | GT2                               |
| 2005 | Équipe    | ADT Champion Racing          | Intersport Racing               |                                            | Corvette Racing                | Petersen/White Lightning          |
| 2005 | Pilote(s) | Frank Biela Emanuele Pirro   | Clint Field                     |                                            | Olivier Beretta Oliver Gavin   | Patrick Long Jörg Bergmeister     |
| 2006 | Équipe    | Audi Sport North America     | Penske Racing                   |                                            | Corvette Racing                | Risi Competizione                 |
| 2006 | Pilote(s) | Rinaldo Capello Allan McNish | Lucas Luhr Sascha Maassen       |                                            | Olivier Beretta Oliver Gavin   | Jörg Bergmeister                  |
| 2007 | Équipe    | Audi Sport North America     | Penske Racing                   |                                            | Corvette Racing                | Risi Competizione                 |
| 2007 | Pilote(s) | Rinaldo Capello Allan McNish | Timo Bernhard Romain Dumas      |                                            | Olivier Beretta Oliver Gavin   | Mika Salo Jaime Melo Jr.          |
| 2008 | Équipe    | Audi Sport North America     | Penske Racing                   |                                            | Corvette Racing                | Flying Lizard Motorsports         |
| 2008 | Pilote(s) | Lucas Luhr Marco Werner      | Timo Bernhard Romain Dumas      |                                            | Johnny O'Connell Jan Magnussen | Jörg Bergmeister Wolf Henzler     |
|      |           | LMP1                         | LMP2                            |                                            | GT2                            | Challenge                         |
| 2009 | Équipe    | Patrón Highcroft Racing      | Lowe's Fernández Racing         |                                            | Flying Lizard Motorsports      | Snow Racing                       |
| 2009 | Pilote(s) | Scott Sharp David Brabham    | Adrián Fernández Luis Díaz      |                                            | Patrick Long Jörg Bergmeister  | Martin Snow Melanie Snow          |
|      |           | LMP                          | LMP                             | LMPC                                       | GT                             | GTC                               |
| 2010 | Équipe    | Patrón Highcroft Racing      | Patrón Highcroft Racing         | Level 5 Motorsports                        | BMW RLR                        | Black Swan Racing                 |
| 2010 | Pilote(s) | Simon Pagenaud David Brabham | Simon Pagenaud David Brabham    | Scott Tucker                               | Patrick Long Jörg Bergmeister  | Tim Pappas Jeroen Bleekemolen     |
|      |           | P1                           | P2                              | PC                                         | GT                             | GTC                               |
| 2011 | Équipe    | Dyson Racing                 | Level 5 Motorsports             | Genoa Racing                               | BMW Team RLL                   | Black Swan Racing                 |
| 2011 | Pilote(s) | Chris Dyson Guy Smith        | Scott Tucker Christophe Bouchut | Gunnar Jeannette Ricardo González Eric Lux | Dirk Müller Joey Hand          | Tim Pappas                        |
| 2012 | Équipe    | Muscle Milk Pickett Racing   | Level 5 Motorsports             | CORE Autosport                             | Corvette Racing                | Alex Job Racing                   |
| 2012 | Pilote(s) | Klaus Graf Lucas Luhr        | Scott Tucker Christophe Bouchut | Alex Popow                                 | Oliver Gavin Tom Milner Jr.    | Cooper MacNeil                    |
| 2013 | Équipe    | Muscle Milk Pickett Racing   | Level 5 Motorsports             | BAR1 Motorsports                           | Corvette Racing                | Flying Lizard Motorsports         |
| 2013 | Pilote(s) | Klaus Graf Lucas Luhr        | Scott Tucker                    | Chris Cumming                              | Jan Magnussen Antonio García   | Cooper MacNeil Jeroen Bleekemolen |

### Statistiques
(Entre parenthèses, l'année de la dernière victoire.)

#### Nombre de victoires par pilote
Six victoires :
- Lucas Luhr (2013)

Cinq victoires :
- Olivier Beretta (2007)
- Jörg Bergmeister (2010)

Quatre victoires :
- Oliver Gavin (2012)
- Scott Tucker (2013)

Trois victoires :
- Ron Fellows (2004)
- Sascha Maassen (2006)
- Allan McNish (2007)
- Timo Bernhard (2008)
- Marco Werner (2008)
- Johnny O'Connell (2008)
- Patrick Long (2010)

Deux victoires :
- Frank Biela (2005)
- Emanuele Pirro (2005)
- Rinaldo Capello (2007)
- Romain Dumas (2008)
- David Brabham (2010)
- Chris Dyson (2011)
- Tim Pappas (2011)
- Dirk Müller (2011)
- Christophe Bouchut (2012)
- Klaus Graf (2013)
- Jan Magnussen (2013)
- Cooper MacNeil (2013)
- Jeroen Bleekemolen (2013)

#### Nombre de victoires par équipe
Dix victoires :
- Corvette Racing (2013)

Cinq victoires :
- Champion Racing (2008)

Quatre victoires :
- Joest Racing (2003)
- Alex Job Racing (2012)
- Level 5 Motorsports (2013)

Trois victoires :
- Penske Racing (2008)
- Flying Lizard Motorsports (2013)

Deux victoires :
- Viper Team Oreca (2000)
- Risi Competizione (2007)
- Patrón Highcroft Racing (2010)
- Dyson Racing (2011)
- BMW Team RLL (2011)
- Black Swan Racing (2011)
- Muscle Milk Pickett Racing (2013)

#### Nombre de victoires par voiture
Huit victoires :
- Porsche 911 GT3 RSR (997) (GT/GT2/GTC) - (2013)

Six victoires :
- Audi R8 (LMP/LMP900/LMP1) - (2005)
- Chevrolet Corvette C6.R (GTS/GT1) - (2013)

Quatre victoires :
- Chevrolet Corvette C5-R (GTS/GT1) - (2004)
- BMW M3 GTR (GT/GT2) - (2011)
- HPD ARX-03 (LMP1/LMP2) - (2013)

Trois victoires :
- Audi R10 TDI (LMP/LMP900/LMP1) - (2008)
- Porsche RS Spyder (LMP675/LMP2) - (2008)

Deux victoires :
- Dodge Viper GTS-R (GTS/GT1) - (2000)
- Porsche 911 GT3 RS (GT/GT2) - (2003)
- MG-Lola EX257 (LMP675/LMP2) - (2003)
- Ferrari F430GT (GT/GT2) - (2007)
- Acura ARX-01 (LMP/LMP2) - (2010)